# Presence (Superflyの曲)
「Presence」（プレゼンス）は、Superflyのデジタル・ダウンロード・シングル。ユニバーサルシグマからリリースされた。

## 概要
2022年5月23日にデジタル・ダウンロードでリリースされた「ダイナマイト」から約3ヶ月ぶりのシングル。
本楽曲は、同年7月2日からスタートしたNHK Eテレのアニメ『アオアシ』第2クールのオープニングテーマとして書き下ろされた。
楽曲について越智は、「サッカーを通して、悩みながら、もがきながら成長していく1人の少年を応援するような気持ちで作りました」とコメントしている。
本楽曲についてのその他詳しいコメントは、前2作の「Voice」や「ダイナマイト」と同様、Superflyのデビュー15周年記念の特設サイトにて、オフィシャルインタビューが掲載されている。
ジャケット画像には、アニメ『アオアシ』のアニメーション制作を担当するProduction I.Gの描き下ろしによる、同アニメの主人公・青井葦人のイラストが起用されている。
同楽曲の配信限定でのリリース決定は8月19日に告知され、これと同時にSuperflyのデビュー15周年を記念した一夜限りのスペシャルライブ「Superfly 15th Anniversary Live “Get Back!!”」を、同年11月23日に有明アリーナにて開催することが発表された。
また本シングルのリリースを記念し、ジェラートショップ『ViTO』とのコラボレーションも開催された(詳細は後述)。

### 漫画『アオアシ』作者・小林有吾による反応
『アオアシ』公式Twitterでは、2022年9月23日に、漫画『アオアシ』作者・小林有吾の描きおろしによる「サージェント・ペパーズ・ロンリー・ハーツ・クラブ・バンド」と題したエッセイコミックが投稿されている。同作は、小林の地元・愛媛でのSuperflyとの出会いからそれぞれの軌跡、そしてSuperflyが「Presence」でアニメ『アオアシ』の主題歌担当するまでに至った運命的なストーリーを綴ったものである。作中で小林は「Presence」について、「主人公アシト(青井葦人)の心情を飛び超えて、今の僕自身の心情が書かれてあった」としたうえで、「光と影を表わした曲だったが、どちらかというと『影』の部分を拾い出していた。うまくいかなかったことのほうが思い出される。選択を間違えられないほど追いつめられたその瞬間瞬間が、今日までの全てだった。そして、それが一番楽しかった。現状、漫画家としての目標には足りておらず、あがく部分とも重なった。『不甲斐ない僕を超えてヒーローになれ』という部分の歌詞で、だいぶ泣きそうになった」と、自身の漫画家としてのそれまでとも照らし合わせながら、楽曲を称賛している。
同年11月11日に、同コミックを映像化した特別ムービーが、YouTubeのSuperfly公式チャンネル上に公開された。

## ミュージック・ビデオ
越智志帆本人の出演するミュージック・ビデオは、同年リリースの前2作と同様、楽曲のリリース日と同日の20時に、YouTubeのSuperfly公式チャンネル上でプレミア公開された。監督は鴨下大輝が務め、楽曲の持つ開放感とポジティブなメッセージを繊細なグラデーションの世界観に特化して表現した映像作品に仕上げられた。
また、同年9月6日には、アニメ『アオアシ』とのコラボ・ミュージックビデオも、YouTubeの同チャンネル上に公開された。

## 収録曲
iTunes（通常盤）、レコチョク等
1. Presence
  - 作詞：越智志帆、作曲：越智志帆・木崎賢治・宮田“レフティ”リョウ、編曲：宮田“レフティ”リョウ

iTunesプレオーダー期間限定版のみ
1. Presence
2. Making of「Presence」 [メイキングムービー]

## Superfly × ViTO COLLABORATION
本シングルのリリースを記念し、ジェラートショップ『ViTO』とのコラボレーションが開催。
Superfly監修のもとつくられた、楽曲「Presence」をイメージしたオリジナルフレーバー「bloom of youth」を販売。キャンペーン実施中はオリジナルフレーバーの購入特典として、先着でステッカーがプレゼントされた(現在は終了)。
好評につき、「bloom of youth」は同年10月1日から一部店舗を除く『ViTO』で数量限定の追加販売が行われた。
キャンペーン開催期間
2022年8月27日（土）～2022年9月19日（月/祝）
フレーバー販売形態
ジェラート / ベラート(ドリンクタイプ) / コラボジェラート6個セット(通販限定商品)
キャンペーン対象店舗
ViTO西新宿店 / ViTO COFFEE渋谷109店 / ViTO越谷レイクタウン店 / ViTOイオンモール幕張新都心 / ViTO足利店 / ViTOイオンモール岡山店 / ViTOキャナルシティ博多店 / ViTO福岡天神店 / ViTO ONLINE SHOP(通信販売)
- 注釈のない店舗は、基本的にジェラートとベラート(ドリンクタイプ)の２形態で販売。